# Nekrolog 1475
Nekrolog
◄◄
| ◄
| 1471
| 1472
| 1473
| 1474
| 1475 | 1476 | 1477 | 1478 | 1479 | ► | ►►
Weitere Ereignisse | Allgemeiner Nekrolog 1475
Die Beschreibung der verstorbenen Person sollte so kurz wie möglich gehalten sein und nur deren signifikante Tätigkeit(en) enthalten.
Neue Namen ggf. auch unter dem Geburts- und Sterbedatum, also etwa unter 1. Januar und im Geburts- und Sterbejahr (2024) eintragen (nur bei entsprechender großer Wichtigkeit). Für Beispiele siehe die schon vorhandenen Artikel.
Außerdem über die fünf zuletzt Verstorbenen, zu denen es einen ausreichend guten Artikel für eine Präsentation auf der Hauptseite gibt, nach der todesbedingten Überarbeitung der Artikel ggf. auch unter Wikipedia Diskussion:Hauptseite informieren und sie am besten auch in den anderen Wikipedia-Sprachversionen eintragen. Tipp: Regelmäßig bei news.google.de nach „ist tot“, „gestorben“ oder „verstorben“ suchen.
Wenn eine Person gestorben ist, gibt es viele Seiten zu dieser Person in der Wikipedia, die davon auch betroffen sind und entsprechend aktualisiert werden müssen. Beispiele: Namenübersichtsseite, Geburtsjahr, Geburtsort-Seiten und viele mehr.
Wie finde ich die betroffenen Seiten?
Im Suchfeld auf der linken Seite gibt man den Suchbegriff so ein: „Vorname Nachname“. Dann klickt man auf Volltext und alle Seiten mit entsprechendem Suchtext werden aufgerufen. Hier sieht man dann schnell, wo auch das Todesjahr Sinn macht oder sogar ein Teil des Artikels angepasst werden muss. Auch hilft das „Werkzeug“ auf der linken Seite sehr gut, um solche Seiten aufzufinden: „Links auf diese Seite“. Somit ist die Wikipedia wieder aktuell in allen Bereichen! Hinweis: bei Eintragung der Kategorie „Gestorben JAHR“ wird der Missbrauchsfilter 49 ausgelöst, was jedoch nicht schlimm ist. Siehe: Spezial:Missbrauchsfilter/49
Dies ist eine Liste von im Jahr 1475 verstorbenen bekannten Persönlichkeiten. Die Einträge erfolgen innerhalb der einzelnen Daten alphabetisch sortiert. Tiere sind im Nekrolog für Tiere zu finden.

## Januar
| Tag        | Name            | Beruf, bekannt als                           | Alter | Beleg |
| ---------- | --------------- | -------------------------------------------- | ----- | ----- |
| 12. Januar | Phélise Regnard | Mätresse des französischen Königs Ludwig XI. |       |       |
| 15. Januar | Gendün Drub     | erster Dalai Lama                            |       |       |

## Februar
| Tag         | Name                    | Beruf, bekannt als                | Alter | Beleg |
| ----------- | ----------------------- | --------------------------------- | ----- | ----- |
| 1. Februar  | Wolrad I.               | Graf von Waldeck                  |       |       |
| 2. Februar  | Wennemar von Bevern     | Domherr in Münster                |       |       |
| 3. Februar  | Johann IV.              | Graf von Nassau-Dillenburg        | 64    |       |
| 4. Februar  | Giovanni Andrea Bussi   | italienischer Humanist und Prälat | 57    |       |
| 4. Februar  | Georg I. von Schaumberg | Bischof von Bamberg               |       |       |
| 24. Februar | Karl I.                 | Markgraf von Baden                |       |       |

## März
| Tag      | Name                | Beruf, bekannt als | Alter | Beleg |
| -------- | ------------------- | --- | ----- | ----- |
| 20. März | Georges Chastellain | flandrischer Dichter und Chronist mittelfranzösischer Sprache am burgundischen Hof Philipps des Guten und Karls des Kühnen |       |       |
| 20. März | Helias Helye        | Schöpfer des ersten datierten Buches, das in der Schweiz gedruckt wurde                                                    |       |       |
| 26. März | Simon von Trient    | Kind, für dessen Tod im Jahr 1475 Juden als angebliche Ritualmörder verantwortlich gemacht wurden                          |       |       |
| 28. März | Johann von Goch     | Theologe |       |       |
| 28. März | Irmgard von Rössing | Angehörige des Braunschweiger Landadels                                                                                    |       |       |

## Mai
| Tag     | Name                | Beruf, bekannt als                                 | Alter | Beleg |
| ------- | ------------------- | -------------------------------------------------- | ----- | ----- |
| 6. Mai  | Dierick Bouts       | niederländischer Maler                             |       |       |
| 14. Mai | Shinkei             | japanischer buddhistischer Geistlicher und Lyriker |       |       |
| 25. Mai | Elisabeth von Hanau | Gräfin von Hohenlohe                               |       |       |

## Juni
| Tag      | Name                 | Beruf, bekannt als                              | Alter | Beleg |
| -------- | -------------------- | ----------------------------------------------- | ----- | ----- |
| 13. Juni | Johanna von Portugal | Infantin von Portugal und Königin von Kastilien | 36    |       |
| 21. Juni | Shin Suk-ju          | koreanischer Politiker, Maler und Philosoph     |       |       |

## Juli
| Tag      | Name             | Beruf, bekannt als                              | Alter | Beleg |
| -------- | ---------------- | ----------------------------------------------- | ----- | ----- |
| 24. Juli | Albrecht von Eyb | deutscher Schriftsteller, Übersetzer und Jurist | 54    |       |

## August
| Tag        | Name                     | Beruf, bekannt als                                       | Alter | Beleg |
| ---------- | ------------------------ | -------------------------------------------------------- | ----- | ----- |
| 7. August  | Niklaus von Diesbach     | Schultheiss von Bern                                     |       |       |
| 15. August | Gijsbrecht van Brederode | niederländischer Edelmann und Bischof von Utrecht        |       |       |
| 17. August | Jakob II. Trapp          | österreichischer Adliger, Politiker, Diplomat und Vasall |       |       |
| 22. August | Otto Voge                | Bürgermeister Stralsunds                                 |       |       |
| 31. August | Peter Langejohann        | Bürgermeister der Hansestadt Wismar                      |       |       |

## September
| Tag           | Name                               | Beruf, bekannt als                                 | Alter | Beleg |
| ------------- | ---------------------------------- | -------------------------------------------------- | ----- | ----- |
| 6. September  | Adolf von Nassau-Wiesbaden-Idstein | Erzbischof von Mainz                               |       |       |
| 8. September  | Alanus de Rupe                     | Dominikaner, Verbreiter der Rosenkranz-Frömmigkeit |       |       |
| 10. September | Heinrich XI.                       | Graf von Henneberg-Schleusingen                    | 53    |       |
| September     | Henry Holland, 3. Duke of Exeter   | englischer Adeliger                                | 45    |       |

## Oktober
| Tag         | Name               | Beruf, bekannt als                               | Alter | Beleg |
| ----------- | ------------------ | ------------------------------------------------ | ----- | ----- |
| 21. Oktober | Antoine I. de Croÿ | Einflussreiches Mitglied des burgundischen Hofes |       |       |

## November
| Tag          | Name                 | Beruf, bekannt als                                      | Alter | Beleg |
| ------------ | -------------------- | ------------------------------------------------------- | ----- | ----- |
| 4. November  | Bartolomeo Colleoni  | italienischer Condottiere                               |       |       |
| 11. November | Philippe de Lévis    | Kardinal der katholischen Kirche                        | 40    |       |
| 12. November | Johanna von Rosental | böhmische Königin, Frau des Königs Georg von Podiebrad  |       |       |
| 18. November | Johann von Aragonien | aragonischer Erzbischof, Politiker und Oberbefehlshaber |       |       |

## Dezember
| Tag          | Name                     | Beruf, bekannt als                                                                                  | Alter | Beleg |
| ------------ | ------------------------ | --------------------------------------------------------------------------------------------------- | ----- | ----- |
| 10. Dezember | Paolo Uccello            | italienischer Maler und Mosaikkünstler                                                              |       |       |
| 13. Dezember | Johann von Pfalz-Simmern | Bischof von Münster und Erzbischof von Magdeburg                                                    |       |       |
| 19. Dezember | Ludwig I.                | Connétable von Frankreich, Graf von Saint-Pol, Brienne, Conversano und Ligny sowie Herr von Enghien |       |       |
| 28. Dezember | Johann von Pernstein     | mährischer Adliger, Oberstkämmerer des Landgerichts Brünn und Statthalter von Mähren                |       |       |

## Datum unbekannt
| Tag | Name                                     | Beruf, bekannt als                                                           | Alter | Beleg |
| --- | ---------------------------------------- | ---------------------------------------------------------------------------- | ----- | ----- |
|     | Apel Vitzthum der Jüngere                | deutscher Ritter                                                             |       |       |
|     | Heinrich Ebeling                         | Ratsherr der Hansestadt Lübeck                                               |       |       |
|     | Mordechai Finzi                          | italienischer Mathematiker und Astronom                                      |       |       |
|     | Gerhard                                  | Graf von Ravensberg sowie Herzog von Jülich und Berg                         |       |       |
|     | Johannes de Indagine                     | deutscher Kartäuser, Prior, Reformtheologe und Autor theologischer Schriften |       |       |
|     | John Parr                                | englischer Ritter                                                            |       |       |
|     | Matteo Palmieri                          | Humanist                                                                     |       |       |
|     | Wolfgang Pausinger                       | Benediktiner                                                                 |       |       |
|     | Philipp I.                               | Graf von Waldeck zu Waldeck                                                  |       |       |
|     | Peter Pusika                             | in Ostösterreich tätiger Baumeister und Steinmetz polnischer Herkunft        |       |       |
|     | Radu cel Frumos                          | Fürst der Walachei                                                           |       |       |
|     | Nikolaus Rotenfels                       | deutscher Geistlicher, Domherr in Meißen und Naumburg                        |       |       |
|     | Thomas Scrope, 5. Baron Scrope of Masham | englischer Adliger                                                           |       |       |
|     | Surkhar Nyamnyi Dorje                    | Gründer der Südlichen Schule der tibetischen Medizin (Schule von Sur)        |       |       |
|     | Robertus Valturius                       | italienischer Schriftsteller                                                 |       |       |
|     | Georg Walter                             | deutscher Rechtswissenschaftler                                              |       |       |